# Holsterhausen (Essen)
Holsterhausen ist ein Stadtteil der kreisfreien Stadt Essen, nach Einwohnern der viertgrößte. Holsterhausen liegt südwestlich der Innenstadt zwischen den Stadtteilen Rüttenscheid, Margarethenhöhe, Frohnhausen, West- und Südviertel.

## Geschichte
Der Name geht zurück auf die ehemalige Lage des Stadtteils direkt am Wald, daher „Die am Holze (am Walde) hausten“. Erstmals urkundlich erwähnt wurde Holsterhausen im Jahre 966, als Kaiser Otto I. den Hof Ehrenzell, den Kern des sogenannten Dreibauerschaftsquartiers, dem Konvent des Stiftes Essen schenkte. Das Dreibauerschaftsquartier bestand aus den drei späteren Essener Stadtteilen Altendorf, Frohnhausen und Holsterhausen und wurde nach der Säkularisation der Munizipalität Borbeck zugeteilt. 1874 wurde die Bürgermeisterei Altendorf gebildet, der Altendorf, Frohnhausen und Holsterhausen angehörten. Ihr Bestehen endete mit der Eingemeindung zur Stadt Essen am 1. August 1901. Durch seine zentrale Lage und die Nähe zu den Krupp-Werken wurde Holsterhausen im Zweiten Weltkrieg so stark zerstört, dass es nach dem Krieg das größte zusammenhängende Wiederaufbaugebiet Westdeutschlands war.

## Wappen
Blasonierung: „In Rot ein silbernes (weißes) Haus mit schwarzem Fachwerk und Tor; über dem Giebel vorn und hinten je ein goldener (gelber) Stamm mit Stummelästen.“
Das Wappen wurde von Kurt Schweder entworfen und hatte nie offiziellen Charakter. Ende der 1980er Jahre schuf der Heraldiker für alle Essener Stadtteile Wappen. Sie sind inzwischen von der Essener Bevölkerung gut angenommen worden.
Das Wappen ist ein sogenanntes „redendes Wappen“; die Stämme spielen auf den Wohnsitz der „Holzseter“ (Holster-) bzw. Waldarbeiter an. Das Haus steht für die Endung „-hausen“.

## Charakter
Holsterhausen ist überwiegend Wohngebiet, an der Peripherie gibt es vereinzelt größere Grünanlagen wie das Mühlbachtal oder Industriegebiete wie das Schederhofviertel im Norden. Aufgrund seiner Lage zwischen dem Essener Zentrum und den äußeren Stadtteilen hat Holsterhausen ein dichtes Straßennetz und ist von mehreren Hauptstraßen durchzogen, die an die durch den Stadtteil verlaufende A 40 angeschlossen sind. Außerdem verkehren in dichtem Takt mehrere Bus-, Stadtbahn- und zwei U-Bahn-Linien im Nahverkehr in Essen. Die Verkehrsbelastung ist dementsprechend hoch. Die Einkaufsstraße des Stadtteils ist die Gemarkenstraße, deren Mittelpunkt die Kirche St. Mariä Empfängnis bildet. Donnerstags findet auf dieser Straße ein Nachmittagsmarkt statt.
Als weiterführende Schulen befinden sich in der Bardelebenstraße das geschichtsträchtige katholische Mädchengymnasium B.M.V. und in der Margaretenstraße das Alfred-Krupp-Gymnasium, das 1908 als Realschule errichtet wurde und 1910 den Namen Krupp-Oberrealschule erhielt. Sie war ein Zugeständnis Essens im Eingemeindungsvertrag der Bürgermeisterei Altendorf von 1901. 1937 wurde die Schule in Alfred-Krupp-Schule umbenannt. In dem späteren mathematisch-naturwissenschaftlichen Jungen-Gymnasium sind seit den 1960er-Jahren auch Mädchen zugelassen. Am Holsterhauser Platz und in der Keplerstraße ist dazu die Gesamtschule Holsterhausen beheimatet.
In Holsterhausen liegt das Universitätsklinikum Essen (vormals Städtische Krankenanstalten). Trotz der dichten Bebauung gibt es in Holsterhausen einige Grünflächen, wie ein Teil des Haumannparks im Justizviertel und einige Kinderspielplätze. An die industrielle Zeit von Krupp erinnern noch heute Teile ehemaliger Arbeitersiedlungen, wie der Alfredshof, die entsprechend den Bedürfnissen heutiger Bewohner modernisiert wurden, ohne aber ihren Charakter zu verlieren.
Auf dem Hinterhof des Hauses Gemarkenstraße 18 befindet sich Deutschlands älteste existierende Tankstelle.
Am 9. Januar 1964 wurde das Jugendzentrum Essen (JZE) an der Papestraße eröffnet. Für vier Millionen DM gebaut, war es damals ein Geschenk der Stadt Essen an die Jugend. Am 1. Juni 2011 wurde das Zentrum geschlossen und im April 2014 abgerissen.

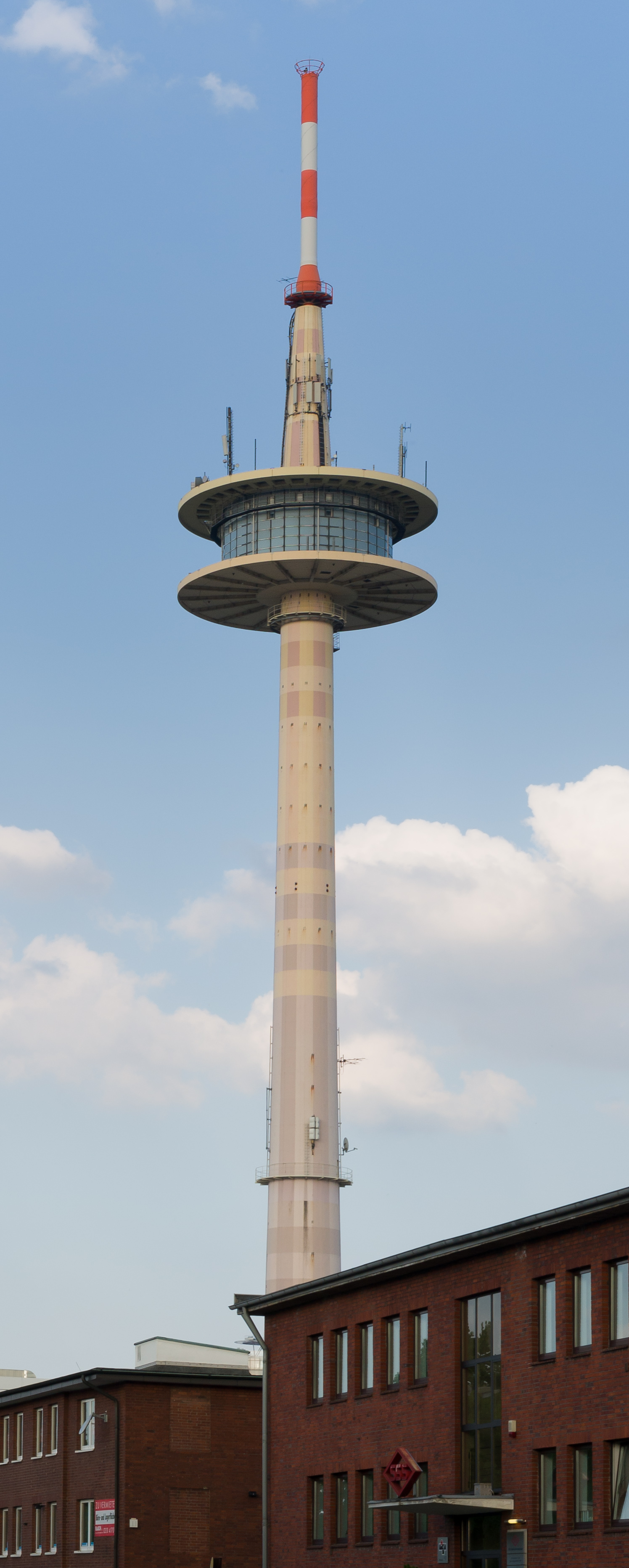
Funkturm an der A40
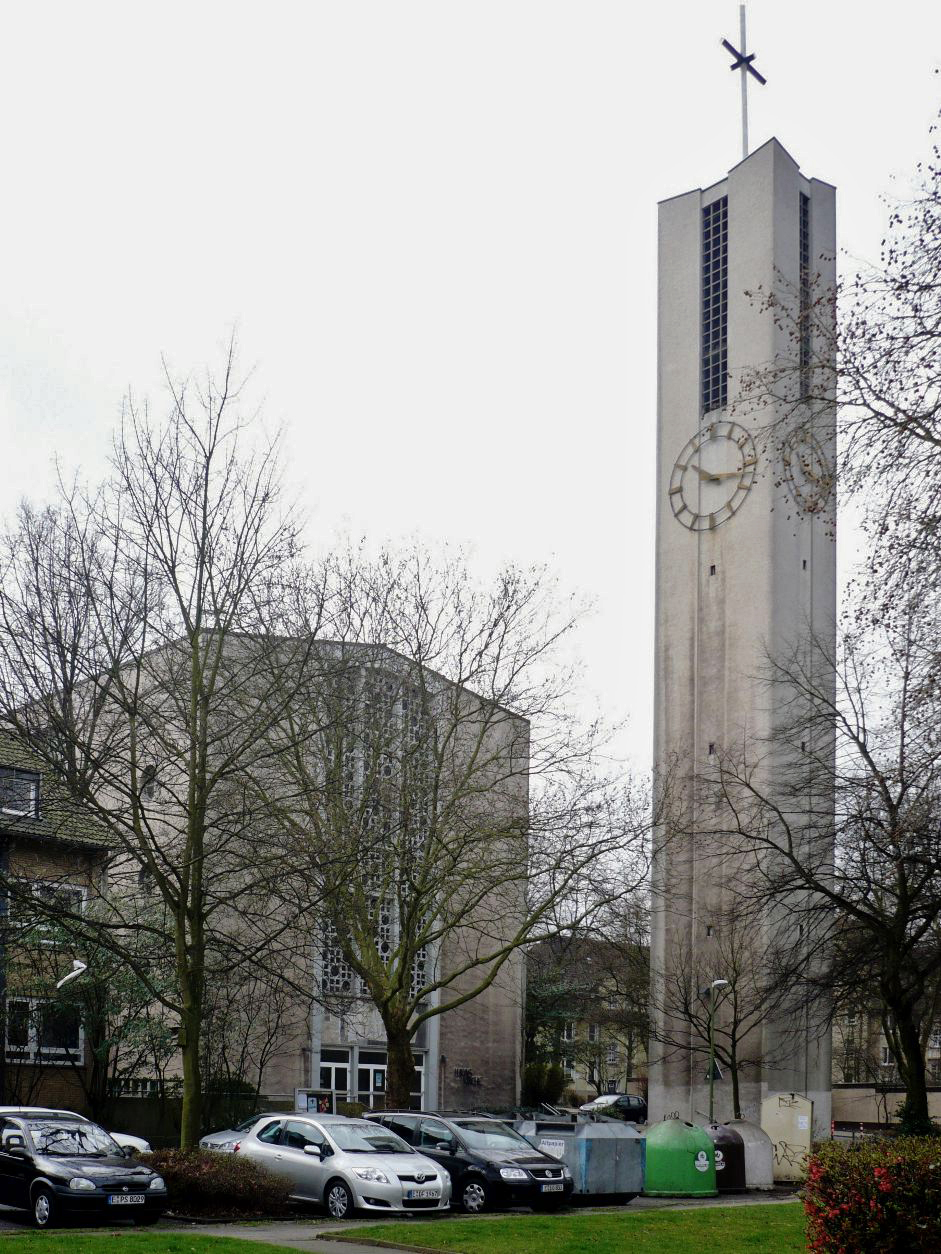
Evangelische Lukaskirche, Ende 2008 profaniert
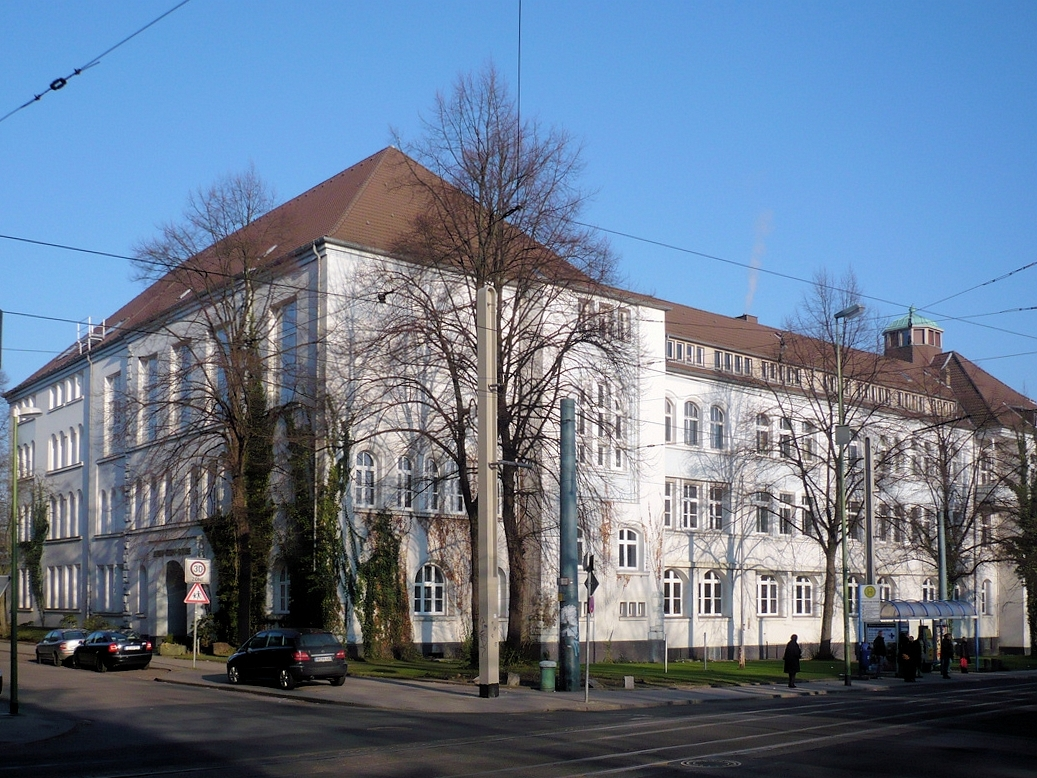
Alfred-Krupp-Schule
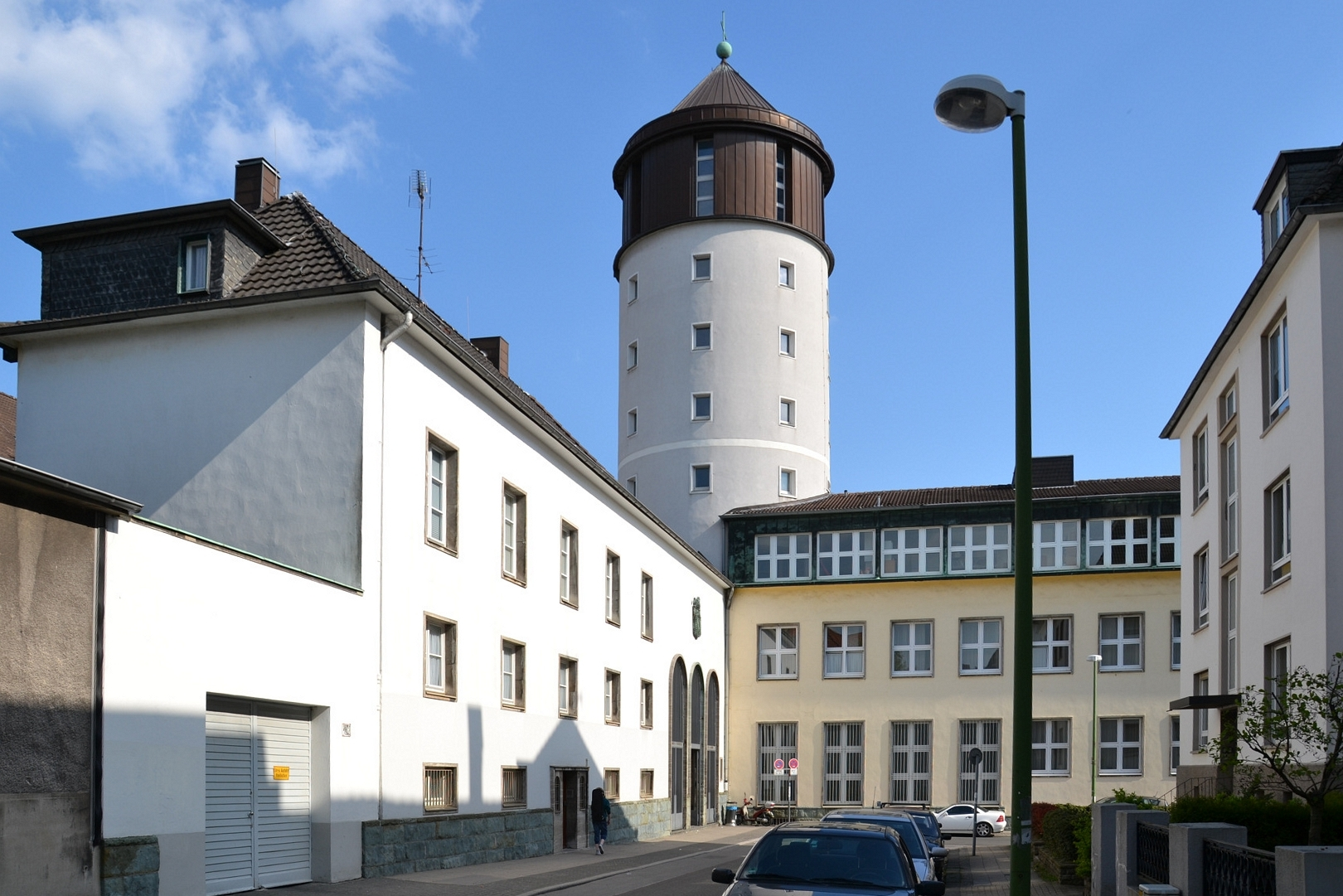
B.M.V.-Schule
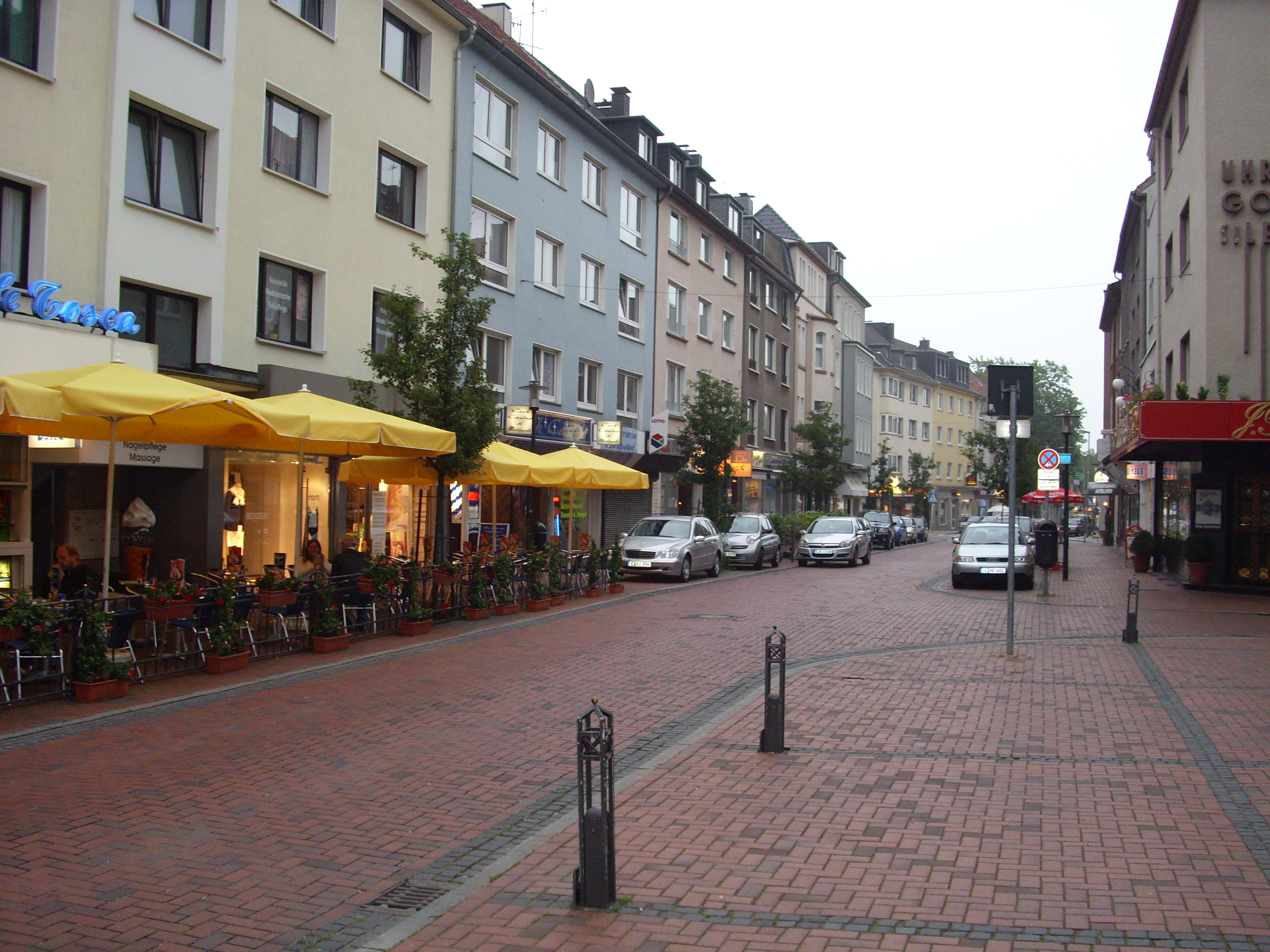
Gemarkenstraße
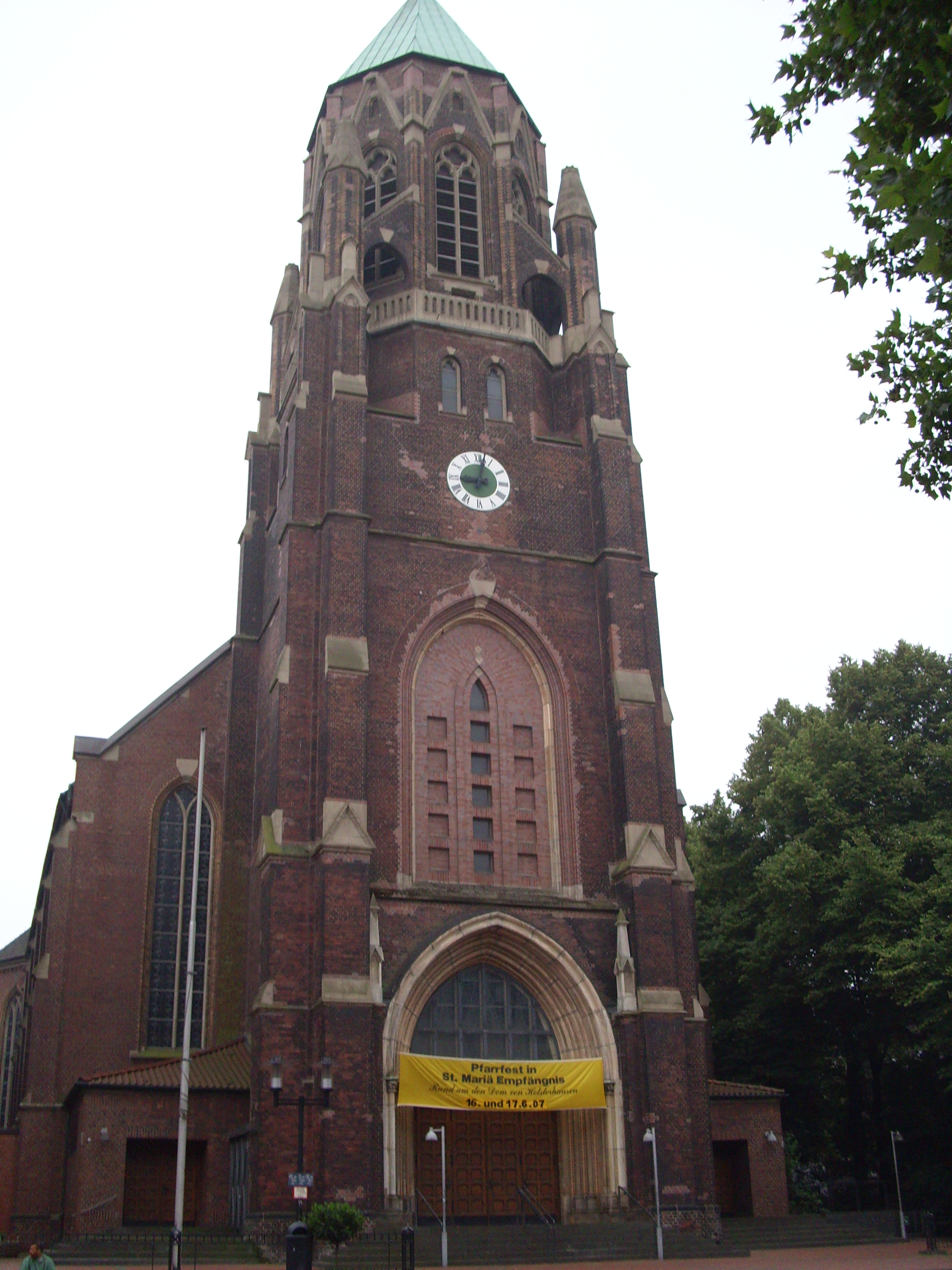
St. Mariä Empfängnis
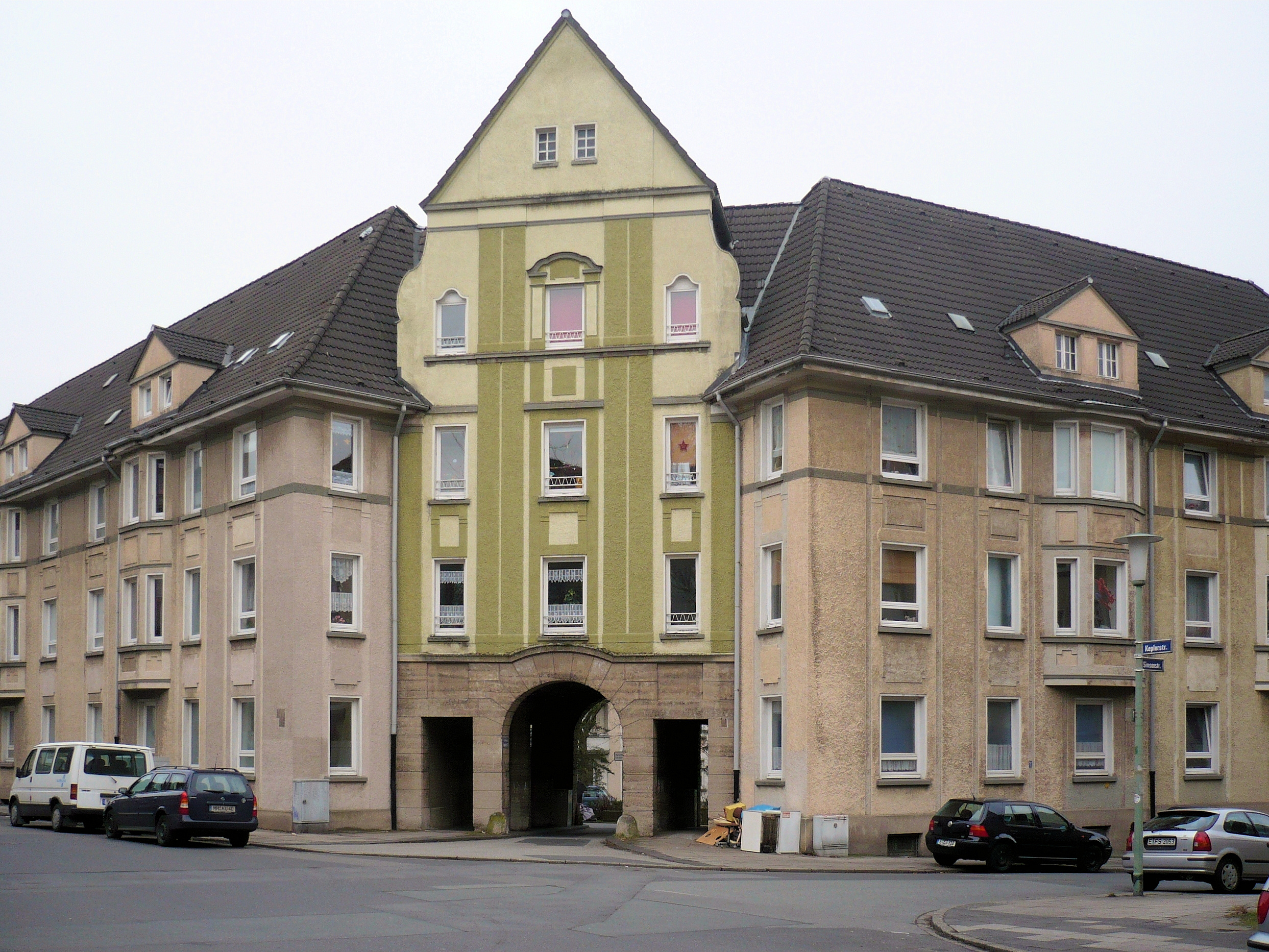
Teil der Siedlung Alfredshof
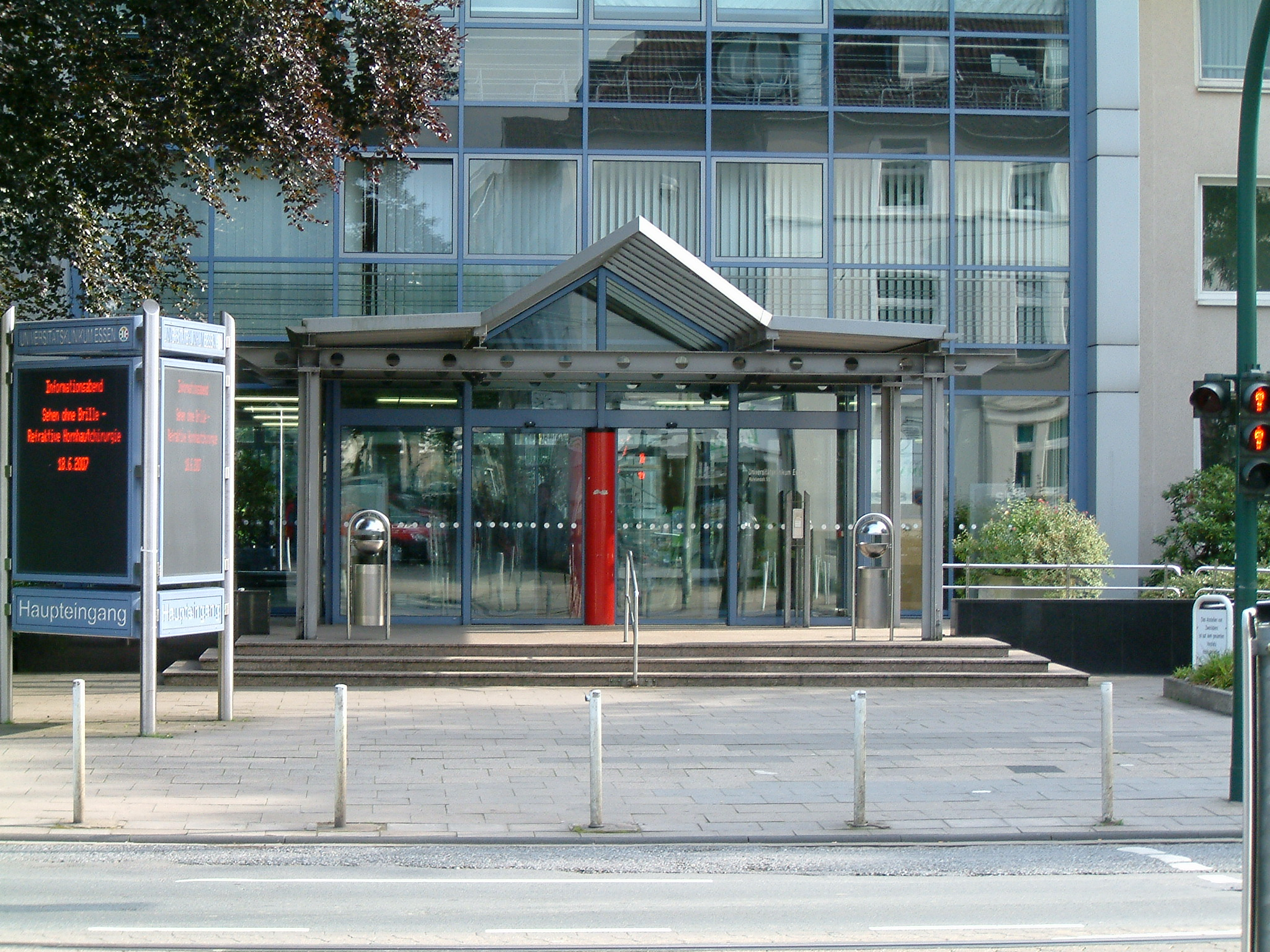
Universitätsklinikum Haupteingang
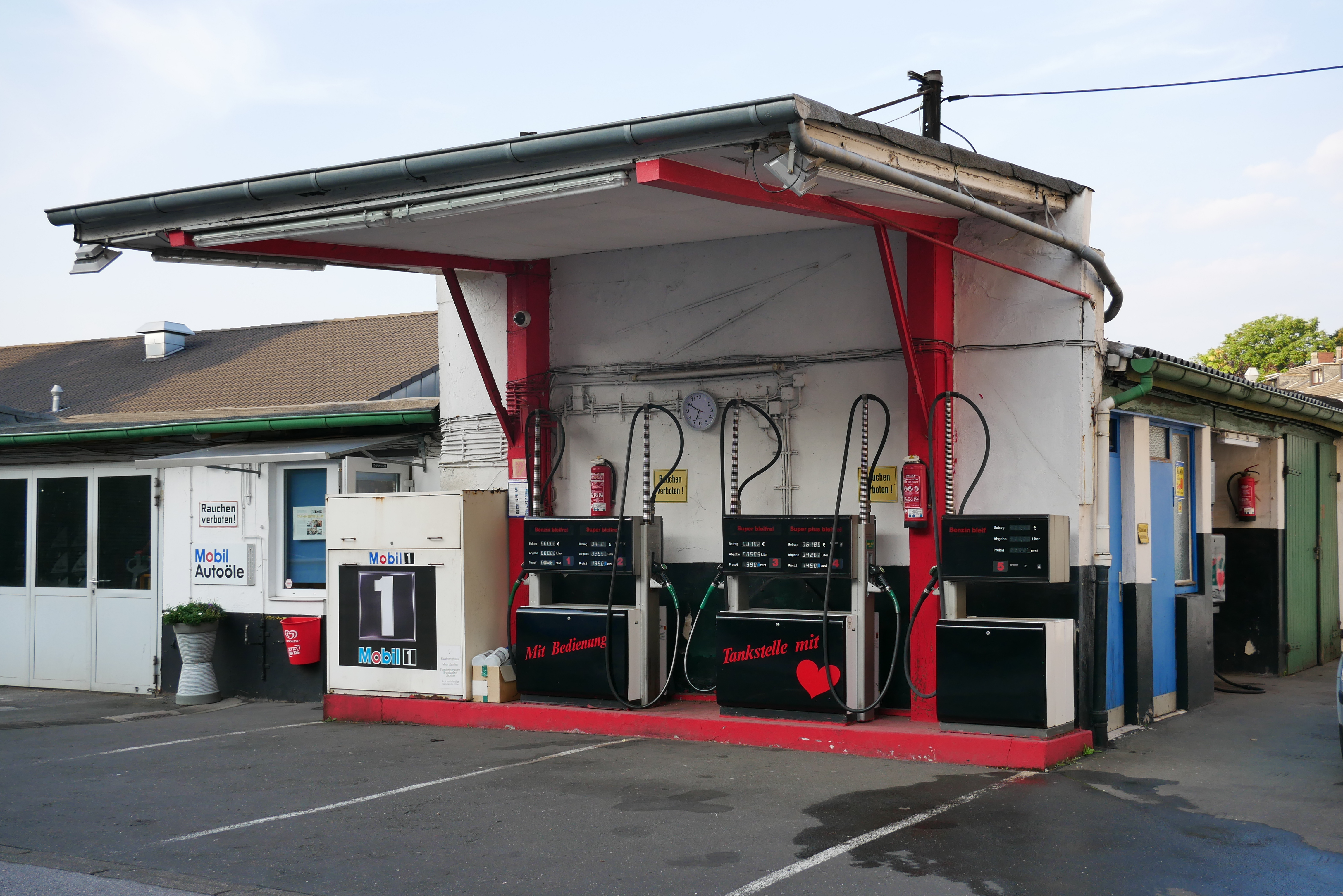
Älteste Tankstelle Deutschlands

## Bevölkerung
Am 31. März 2025 lebten 26.545 Einwohner in Holsterhausen.
Strukturdaten der Bevölkerung in Holsterhausen (Stand: 31. März 2025):
- Bevölkerungsanteil der unter 18-Jährigen: 13,4 % (Essener Durchschnitt: 16,9 %)[5]
- Bevölkerungsanteil der mindestens 65-Jährigen: 16,7 % (Essener Durchschnitt: 21,7 %)[6]
- Ausländeranteil: 25,0 % (Essener Durchschnitt: 20,6 %)[7]

## Söhne und Töchter
- Henry Wickenburg (1819–1905), geboren in Holsterhausen als Johannes Henricus Wickenburg, wanderte 1847 in die USA aus. Nach ihm ist die Stadt Wickenburg in Arizona benannt
- Walter Sartorius (1875–1937), Architekt
- Paul Vogt (1926–2017), Kunsthistoriker

## Persönlichkeiten
- Wilhelm Grote (1923–2003), Neurochirurg, Hochschullehrer und Direktor am Klinikum Essen, lebte in Essen-Holsterhausen.